# Fresne-Saint-Mamès
Fresne-Saint-Mamès is een gemeente in het Franse departement Haute-Saône (regio Bourgogne-Franche-Comté) en telt 513 inwoners (2011). De plaats maakt deel uit van het arrondissement Vesoul.

## Geografie
De oppervlakte van Fresne-Saint-Mamès bedraagt 9,9 km², de bevolkingsdichtheid is 51,8 inwoners per km².
De onderstaande kaart toont de ligging van Fresne-Saint-Mamès met de belangrijkste infrastructuur en aangrenzende gemeenten.

## Demografie
Onderstaande figuur toont het verloop van het inwonertal (bron: INSEE-tellingen).

## Geboren in Fresne-Saint-Mamès
- Émile Schuffenecker (1851-1934), kunstschilder (neo-impressionisme)